# 岐阜新聞ニュース
『岐阜新聞ニュース』（ぎふしんぶんニュース）は、岐阜放送ラジオ（ぎふチャン）で放送されている岐阜新聞協力のニュース番組（スポットニュース）である。過去には旧岐阜エフエム放送（現在のエフエム岐阜）でも同タイトルで放送されていた。
2012年4月より、ぎふチャンでの番組名は『NEWSぎふチャン』に変更していた（テレビ局のニュース名と同じになった）が、2020年4月からはこのタイトルに戻された。また、旧岐阜エフエム放送では、2014年3月1日にエフエム岐阜に経営が委譲された後の1か月間は放送が続けられたが、同年4月1日からのローカルニュースは『中日新聞ニュース』に一本化された。

## 旧岐阜エフエム放送

### 月曜日 - 金曜日
- 9:52 - 9:55
- 17:55 - 18:00

この他、月曜日から金曜日の8:25ごろ、または17:15ごろに「岐阜新聞きょうの朝刊（紙面）から」というコーナーがある（朝か夕方かは3か月おきに中日新聞と入れ替わる）。なお、土曜日および日曜日は放送されず、終日『JFNニュース』となる。